# Synagoge (Freinsheim)
Die Synagoge in der rheinland-pfälzischen Stadt Freinsheim bestand als jüdischer Sakralbau von 1846 bis 1894. Das Gebäude besteht noch heute und wurde trotz Umbaus 1985 unter Denkmalschutz gestellt. Es ist als Kulturdenkmal in die Denkmalliste des Landes Rheinland-Pfalz eingetragen.

## Geographische Lage
Das heute als Vereinsheim genutzte Gebäude steht in der Judengasse 8 südlich der Hauptstraße und westlich der historischen Stadtmauer.

## Geschichte
Die ersten Juden des Orts sind um 1700 urkundlich belegbar. Ihre Zahl war jedoch am kurpfälzischen Unteramtssitz auf zwei Familien beschränkt. Erst 100 Jahre später, in der französischen Zeit, war weiteren Familien der Zuzug möglich. 1801 waren es 19 jüdische Einwohner, 1808 bereits 34. In der bayerischen Zeit seit 1816 stieg ihre Zahl weiter an. 1825 werden 48 und zehn Jahre später wurde mit 65 Personen der Höhepunkt erreicht. Bis 1876 hatten jedoch 40 Prozent Freinsheim verlassen und die Zahl war auf 39 gesunken. Anziehungspunkte waren neben der Auswanderung die Stadt Frankenthal und Ludwigshafen am Rhein, das 1859 die Stadtrechte erhielt. Zum 1. Januar 1894 wurde die jüdische Gemeinde Freinsheim aufgelöst. In der Folge sank die Zahl der jüdischen Einwohner 1910 auf drei, die der Gemeinde in Kallstadt zugeteilt waren.
1815 wurde erstmals ein Betsaal in einem der jüdischen Häuser 1815 genannt. Außerhalb der Stadtmauern wurde vor dem Haintor 1846 die Synagoge errichtet. Abwanderungsbedingt hatte die Gemeinde in den 1880er-Jahren Schwierigkeiten den Minjan von zehn religionsmündigen Männern zu erreichen. In der Ausgabe der Zeitschrift der „Israelit“ vom 12. Mai 1887 war zu lesen: „Freinsheim (Bayerische Rheinpfalz). Durch Wegzug ist die hiesige israelitische Gemeinde derart klein geworden, dass es bereits an Minjan asara (Zehnerminjan) zur Abhaltung der Gottesdienste gebricht. Sollten ärmere Israeliten hierher zu ziehen sich entschließen, so dürften sie auf die Unterstützung ihrer hiesigen Glaubensgenossen rechnen. - Es wäre erwünscht, wenn zu den Feiertagen vier arme Israeliten hierherkämen, um den öffentlichen Gottesdienst zu ermöglichen.“ Bald danach wurden die Gottesdienste in der Synagoge eingestellt. Das Gebäude wurde 1894 öffentlich angeboten und an die Ortsgemeinde verkauft, mit dem Erlös von 1500 Mark wurde die Synagoge in Kallstadt renoviert.
Noch 1966 nutzte die Gemeinde das Gebäude als Kindergarten. Danach baute es der Männergesangverein (MGV 1846) mit einem modernen Anbau zum Vereinsheim um. Der Verein nutzte das Gebäude bis zu seiner Auflösung im Jahr 2021.

## Bauwerk
Die Synagoge wurde im Stil des Klassizismus erbaut. Heute erhalten sind drei Außenwände und die alte Einteilung der Rundfenster, die teilweise zugemauert wurden. Insgesamt handelt es sich um einen charakteristisch klassizistischen Bau. Die Toranische befand sich an der Straßenseite unterhalb dem Halbrundfenster in der Mitte.